# Azarie (cronicar)
Azarie a fost un călugăr și cronicar moldovean din secolul al XVI-lea, ucenic și continuator al cronicarului Macarie, episcop de Roman.
A scris, din porunca lui Petru Șchiopul, o cronică a Moldovei dintre anii 1551 și 1574, în limba slavonă, care reflectă punctul de vedere al marii boierimi și a clerului. Fiind o scriere oficială, continuând cronica lui Macarie, ea trebuie privită cu spirit critic; autorul preamărește figura domnului care a comandat cronica, prezentat ca având calitățile unui stăpân ideal. În schimb, adversarii lui sunt înfățișați în culori dintre cele mai sumbre. Cu toate acestea, descrierea în cronică a unor fapte de istorie social-politică, cu oarecare amănunte interesante, fac din ea un izvor de referință. Textul acestei cronici a fost găsit de către profesorul Ion Bogdan într-un manuscris din secolele XVI-XVII, în Biblioteca Imperială din Sankt Petersburg și publicat de acesta sub numele Letopisețul lui Azarie în Analele Academiei Române în anul 1909.